# Ithycythara parkeri
Ithycythara parkeri är en snäckart som beskrevs av Abbott 1958. Ithycythara parkeri ingår i släktet Ithycythara och familjen kägelsnäckor. Inga underarter finns listade i Catalogue of Life.